# Loyal White Knights of the Ku Klux Klan
Los Loyal White Knights of the Ku Klux Klan son una organización inspirada en el Ku Klux Klan original (KKK). Fundada alrededor del a{o 2012. su objetivo es "restaurar a Estados Unidos como una nación blanca y cristiana fundada en la palabra de Dios".
La organización se presenta como parte de un "nuevo KKK". Al rechazar la etiqueta de grupo de odio, se proclama como un "movimiento no violento pro-derechos civiles de los blancos",  conocido principalmente por organizar y participar en manifestaciones organizadas por supremacistas y difundir propaganda racista, antisemita, antiinmigrante, homofóbica e islamófoba. A diferencia del segundo Ku Klux Klan protestante (1915-1944), el grupo reúne a cristianos supremacistas de diferentes denominaciones. Sin embargo, es un poco más estricto que otras secciones contemporáneas del KKK al aceptar solo "ciudadanos estadounidenses blancos nacidos en Estados Unidos y de fe cristiana" que "crean en la supremacía blanca y el americanismo al 100%".

## Activismo
En una campaña de reclutamiento de 2014, el grupo dejó volantes cerca de automóviles y en entradas de vehículos en barrios predominantemente blancos de Texas, Luisiana, Illinois, Pensilvania, Carolina del Sur, y Georgia.
En julio de 2015, miembros de los "Caballeros Blancos Leales", actualmente considerados la rama más grande del KKK, y miembros de los "Caballeros Blancos de la Trinidad" protestaron contra la retirada de la bandera confederada del Capitolio Estatal de Carolina del Sur en Columbia, Carolina del Sur, tras el tiroteo en la iglesia de Charleston. A su manifestación frente al Capitolio también asistieron miembros de otras ramas del KKK, miembros del Movimiento Nacional Socialista y del fundamentalismo cristiano. Según informes de prensa, los manifestantes ondearon banderas nazis y corearon insultos raciales antes de enfrentarse a los contramanifestantes personas negras. Chris Barker, el "Mago Imperial" del grupo, fue reconocido como el organizador de una manifestación de "Las Vidas Blancas Importan" el 2 de marzo de 2016 en Anaheim, California, cuando miembros del KKK atacaron a los contramanifestantes, lo que desencadenó una pelea cuando un miembro del KKK apuñaló a un contramanifestante con un asta de bandera.

Su compatriota Will Quigg, el "Gran Dragón de la Costa Oeste de la Costa Oeste", Rey Kleagle perteneciente los "Leales Caballeros Blancos" y, como tal, a cargo del área desde Texas hasta el Pacífico,  fue atacado. Brian Levin, profesor y director del Centro para el Estudio del Odio y el Extremismo de la Universidad Estatal de California, San Bernardino, intervino, salvando a Quigg de sufrir más daños. Quigg procedió a minimizar el Holocausto y también culpó a los judíos de lo que llamó "genocidio cultural blanco". Quigg apoyó a Donald Trump al comienzo de las primarias de las elecciones presidenciales estadounidenses de 2016. Sin embargo, en marzo de 2016, Quigg cambió su apoyo a Hillary Clinton, alegando que ella tiene una "agenda oculta",
, aunque Snopes ha cuestionado la sinceridad de su apoyo.
El grupo ha enfrentado conflictos internos y cambios de liderazgo. Por ejemplo, ha habido casos en los que se hicieron anuncios sobre el liderazgo y luego se retractaron, lo que indica cierto nivel de desorganización.

## Actividad criminal y arrestos
Algunos miembros de los Leales Caballeros Blancos han sido arrestados por delitos no relacionados con el Ku Klux Klan, pero que demuestran cómo el grupo intenta reclutar personas con antecedentes penales.
En agosto de 2015, un jurado federal condenó a Glendon Scott Crawford, miembro del Ku Klux Klan y residente de Galway, Nueva York, por conspirar para asesinar a musulmanes y al presidente Barack Obama con un arma de radiación de fabricación casera. Fue declarado culpable de conspirar para usar un arma de destrucción masiva y distribuir información sobre armas de destrucción masiva. Sus arrestos se produjeron después de que miembros de dos sinagogas locales informaran que Crawford se había acercado para financiar y planificar su ataque. En diciembre de 2016, Crawford fue sentenciado a 30 años de prisión y libertad supervisada de por vida por intento de producir y utilizar un dispositivo de dispersión radiológica, conspiración para utilizar un arma de destrucción masiva y distribución de información relacionada con armas de destrucción masiva. És el primer ciudadano estadounidense declarado culpable de intentar construir y usar un dispositivo de dispersión radiológica. 
El 6 de diciembre de 2016, el fundador Christopher Eugene Barker y el Gran Dragón de California William Ernest Hagen fueron arrestados por el apuñalamiento en la casa de Barker en Yanceyville, Carolina del Norte, que dejó a un miembro del Ku Klux Klan herido. El 7 de abril de 2017, un jurado del Tribunal Superior declaró a William Hagen culpable de agresión con arma mortal y de proferir amenazas criminales.
El 28 de agosto de 2018, Justin Adams, miembro del Ku Klux Klan, fue multado por tirar basura, tras ser detenido por las autoridades tras difundir carteles y propaganda del Klan en la zona urbana de Roxboro, Carolina del Norte.